# Suzy Solidor

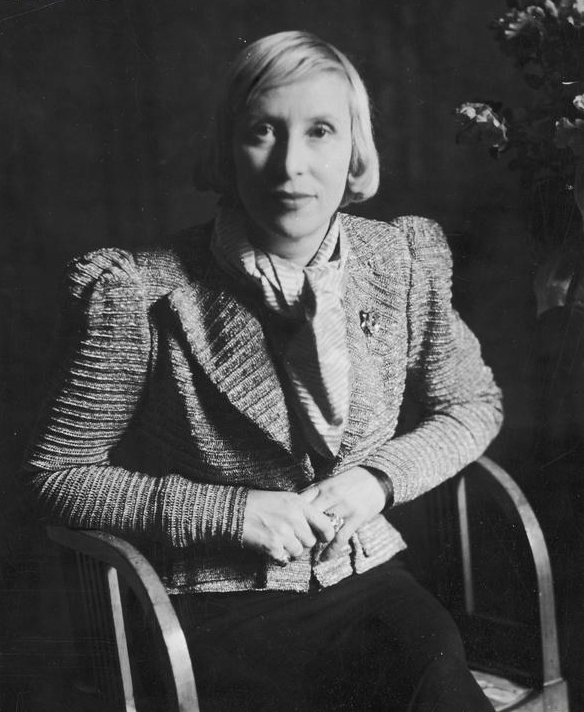
Suzy Solidor (1938)

Suzy Solidor (właściwie Suzy Rocher; ur. 18 grudnia 1900 w Deauville, zm. 30 marca 1983) – francuska piosenkarka.
Przyjechała do Paryża w końcu lat 1920. Na początku lat 1930 zrobiła karierę jako piosenkarka i otworzyła nocny klub Boite de Nuit. Była symbolem emancypacji w latach 1930. W 1938 śpiewała w Warszawie. Była Amazonką w znanym portrecie Tamary Łempickiej. Jej tango Amour, désir, folie... jest francuska wersją polskiego tanga Nie ja -- nie ty.